# Ode del carpe diem
finem di dederint, Leuconoe, nec Babylonios

temptaris numeros. ut melius, quidquid erit, pati.

seu pluris hiemes seu tribuit Iuppiter ultimam,

quae nunc oppositis debilitat pumicibus mare 

Tyrrhenum: sapias, vina liques, et spatio brevi

spem longam reseces. dum loquimur, fugerit invida

aetas: carpe diem quam minimum credula postero.»
Abbiano a te e a me assegnato gli dei,

e non scrutare gli oroscopi babilonesi. Quant’è meglio accettare

quel che sarà! Ti abbia assegnato Giove molti inverni,

oppure ultimo quello che ora affatica il mare Tirreno

contro gli scogli, sii saggia, filtra vini, tronca

lunghe speranze per la vita breve. Parliamo e intanto fugge l’astioso

tempo. Afferra l’oggi, credi al domani quanto meno puoi.»
(Orazio, Odi)
L'ode del Carpe Diem (Odi, I, 11) è un'ode del poeta latino Quinto Orazio Flacco, tratta dalla sua opera le Odi, da cui è tratta la celebre locuzione latina del Carpe Diem, traducibile in italiano con "afferra il giorno", o talvolta resa come "cogli l'attimo". 

## Significato
In una manciata di versi Orazio tratteggia il messaggio centrale della sua concezione poetica e filosofica: la precarietà e caducità dell'esistenza umana, che ci invita a far tesoro dei piccoli momenti della vita presente, senza nostalgia per il passato né speranze in un futuro imperscrutabile. 
I versi sono rivolti a Leuconoe, interlocutrice femminile il cui nome, dal greco, significa "bianca mente" (con allusione all'ingenuità del personaggio). È compito di Orazio ritagliare il fluire continuo del tempo (aetas). Il tema della fugacità del tempo è ripreso da concetti vicini alla filosofia epicurea. 

## Carpe diemnella cultura di massa
- Carpe diem è tema principale del film L'attimo fuggente di P. Weir.